# Viguiera procumbens
Viguiera procumbens là một loài thực vật có hoa trong họ Cúc. Loài này được (Pers.) S.F.Blake miêu tả khoa học đầu tiên năm 1930.